# 乔纳森·海特
乔纳森·大卫·海特（Jonathan David Haidt，1963年10月19日—）是美国社会心理学家、作家以及史登商學院教授。他的主要研究领域是道德心理学和道德情感。曾被《外交政策》杂志评为“全球顶级思想家”之一，被《前景》杂志评为“世界顶级思想家”之一。

## 道德基礎理論
1997年，海特與一群學者共同提出道德基礎理論。 於海特的著作《正義之心》，進一步發展。 理論認為人的道德關注有六組面向：關懷/傷害、公平/欺詐、忠誠/背叛、權威/顛覆、聖潔/墮落、自由/壓迫。